# Semmelweis
Semmelweis é um filme de drama biográfico húngaro de 2023. Dirigido por Lajos Koltai a partir de roteiro de Balázs Maruszki, os papéis principais incluem H. Miklós Vecsei, Katica Nagy e László Gálffi. Imediatamente após sua apresentação, recebeu diversos prêmios no Festival de Cinema Húngaro de Los Angeles.

## Enredo
Em 1847, uma misteriosa epidemia assolou uma maternidade em Viena, enquanto o médico Ignaz Semmelweis tentava derrotar a febre puerperal, indo contra todas as teorias tradicionais.

## Elenco
- Vecsei H. Miklós como Ignaz Semmelweis
- Nagy Katica como Hoffmann Emma
- Gálffi László como Johann Klein
- Kovács Tamás como Kollár Ferdinánd
- Elek Ferenc como Koletschka Jakob
- Csapó Attila como Markusovszky Lajos
- Kovács Lajos como Franz Meyer
- Mészáros Blanka como Julia Mendel
- Mészáros Blanka como Gertrúd
- Znamenák István como Vass Tamás
- Kizlinger Lilla como Sabina Hoffmann
- Simon Kornél como Albert Fuchs

## Lançamento
Em Nova York, no aniversário da revolução de 1956 e da luta pela liberdade, a estreia mundial do filme foi realizada no Museu da Imagem em Movimento.